# Hesperocorixa scabricula
Hesperocorixa scabricula är en insektsart som först beskrevs av Walley 1936.  Hesperocorixa scabricula ingår i släktet Hesperocorixa och familjen buksimmare. Inga underarter finns listade i Catalogue of Life.